# Carina Wasle
Carina Wasle née le 20 octobre 1984 à Kundl,  est une triathlète autrichienne, elle est championne du monde de triathlon d'hiver en 2009 et championne d'Europe de cross triathlon en 2010.

## Palmarès
Le tableau présente les résultats les plus significatifs (podium) obtenus sur le circuit international de triathlon depuis 2006.
| Année | Compétition                               | Pays           | Position           | Temps           |
| ----- | ----------------------------------------- | -------------- | ------------------ | --------------- |
| 2016  | Xterra Saipan                             | États-Unis     | Médaille d'or      | 3 h 5 min 40 s  |
| 2015  | Xterra Suisse                             | Suisse         | Médaille d'or      | 2 h 29 min 42 s |
| 2015  | Xterra Guam                               | États-Unis     | Médaille d'or      | 2 h 44 min 21 s |
| 2015  | Championnats d'Europe de triathlon cross  | Allemagne      | Médaille de bronze | 2 h 58 min 52 s |
| 2014  | Xterra Saipan                             | États-Unis     | Médaille d'or      | 3 h 6 min 34 s  |
| 2012  | Championnats d'Europe de triathlon cross  | Hongrie        | Médaille d'argent  | 2 h 12 min 8 s  |
| 2011  | Xterra Brésil                             | Brésil         | Médaille d'or      | 2 h 52 min 33 s |
| 2011  | Xterra Afrique du Sud                     | Afrique du Sud | Médaille d'or      | 2 h 41 min 47 s |
| 2011  | Championnats d'Europe de triathlon cross  | Hongrie        | Médaille de bronze | 2 h 8 min 42 s  |
| 2010  | Championnats d'Europe de triathlon cross  | Slovénie       | Médaille d'or      | 2 h 53 min 9 s  |
| 2009  | Xterra Afrique du Sud                     | Afrique du Sud | Médaille d'or      | 2 h 49 min 57 s |
| 2009  | Championnat du monde de triathlon d'hiver | Autriche       | Médaille d'or      | 1 h 32 min 28 s |
| 2009  | Championnat d'Europe de triathlon d'hiver | Slovénie       | Médaille d'argent  | 1 h 32 min 1 s  |
| 2008  | Championnat du monde de triathlon d'hiver | Allemagne      | Médaille de bronze | 1 h 53 min 20 s |
| 2008  | Championnat d'Europe de triathlon d'hiver | Autriche       | Médaille d'argent  | 1 h 36 min 13 s |
| 2007  | Xterra Allemagne                          | Allemagne      | Médaille d'or      | 3 h 19 min 3 s  |
| 2007  | Championnats d'Europe de triathlon cross  | Espagne        | Médaille d'or      | 1 h 34 min 12 s |
| 2007  | Championnat du monde de triathlon d'hiver | Italie         | Médaille d'argent  | 1 h 56 min 2 s  |
| 2006  | Championnat d'Europe de triathlon d'hiver | Italie         | Médaille d'argent  | 1 h 40 min 13 s |